# Comedy Central (Indie)
Comedy Central – indyjski płatny kanał telewizyjny o profilu komediowym, należący do Viacom 18.
Kanał rozpoczął nadawanie z dniem 23 stycznia 2012 roku jako joint venture Viacom i TV18, jego siedziba znajduje się w Mumbaju.

## Programowanie

### Aktualnie
- Przyjaciele[1]
- The Graham Norton Show[2]
- Penn & teller :fool us[3]
- Pępek świata
- Mamuśka[2]
- The Tonight Show Starring Jimmy Fallon[4]